# Protestas en Mongolia de 2022
Las protestas en Mongolia de 2022 se refiere a una serie de manifestaciones masivas y disturbios que comenzaron en la capital de Mongolia, Ulán Bator, el 4 de diciembre de 2022. El motivo de la protesta fue un escándalo de corrupción que involucró el robo de carbón por un valor de $ 12,9 mil millones. Las autoridades mongolas se habían reunido con los manifestantes y prometieron investigar los asuntos. El Gran Jural del Estado anunció un comité de investigación y fueron arrestados varios oficiales sospechosos de robo de carbón. Se espera que se celebre una audiencia pública el 21 de diciembre de 2022. Las autoridades de Mongolia también anunciaron planes para reformar la empresa minera Erdenes Tavaltogol para combatir la corrupción.

## Antecedentes
Los medios locales informaron que la causa del descontento civil fue la participación de muchos políticos en el robo de carbón de exportación. Según datos extraoficiales, supuestamente se robaron de Mongolia alrededor de 6,5 millones de toneladas de carbón. También se señala que en China, los involucrados en el robo de carbón de Mongolia fueron ejecutados y se envió una lista con los nombres de los funcionarios mongoles involucrados en este caso. Los manifestantes exigieron que se anunciaran sus nombres. Khishgeegiin Nyambaatar, Ministro de Justicia y Asuntos Internos de Mongolia, dijo que el gobierno había solicitado a través de canales diplomáticos a las autoridades de Beijing la cooperación con la oficina del fiscal chino que investiga el caso de robo de carbón.
Como se señaló, Mongolia exporta hasta el 86 por ciento de sus productos a China, y más de la mitad de este volumen corresponde al carbón. El valor de las exportaciones de carbón de Mongolia saltó a $ 4.5 mil millones en los primeros 9 meses de 2022.

## Cronología

### 4 de diciembre
Los manifestantes se reunieron frente al palacio de gobierno de Ulaanbaatar el 4 de diciembre y exigieron los nombres de los funcionarios que, según se dice, malversaron 44 billones ($ 12,8 mil millones) en ingresos por exportaciones de carbón del estado mongol tögrög (MNT) en los últimos dos años. Varios manifestantes portaban banderas nacionales y pancartas "Dejen de robarle a la gente" y "Dejen de comer y de pensar en mi futuro". Varios cientos de manifestantes decidieron continuar la protesta el lunes, diciendo que "irían hasta el final".
En la tercera ciudad más grande de Mongolia, Darkhan, también exigieron que se anunciaran los nombres de los ladrones de carbón y que se confiscaran sus propiedades. El domingo, los manifestantes marcharon por la ciudad coreando consignas como "Unidos contra los ladrones". Los manifestantes creen que los derechos y libertades de los ciudadanos, consagrados en la Constitución, están cada vez más limitados, y sus vidas se deterioran cada día.

### 5 de diciembre
El 5 de diciembre, los manifestantes intentaron irrumpir en el Palacio de Gobierno de Ulaanbaatar. Se quemaron árboles de Navidad en la plaza Sükhbaatar. Los manifestantes bloquearon brevemente el bulevar principal de la capital, Peace Avenue. Los manifestantes también se dirigieron hacia la residencia del Primer Ministro, pero la policía bloqueó el camino.
Las autoridades de Mongolia dijeron que habían creado un grupo de trabajo para dialogar con los manifestantes. Se informó que el gobierno de Mongolia discutió la situación tres veces e introdujo un "régimen especial" sobre la empresa estatal de carbón Erdenes Tavantolgoy. El Ministro de Desarrollo Económico señaló a cinco exdirectivos de la empresa como sospechosos del robo de carbón.

### 7-8 de diciembre
El primer ministro de Mongolia, Luvsannamsrain Oyun-Erdene, se reunió con los manifestantes para tratar de calmar la ira pública por la corrupción. Admitió que el carbón robado en Mongolia es "un problema público" y se resolverá "de una manera más oportuna" "de una vez por todas".
El presidente del parlamento mongol, Gombojav Zandanshatar, anunció la creación de un grupo de trabajo para investigar la corrupción del carbón. La Comisión Permanente de Economía del Parlamento aprobó la propuesta del grupo de trabajo de celebrar una audiencia pública que se decidió celebrar el 21 de diciembre y, dentro del período de preparación de 14 días, se encargó al grupo de trabajo organizarse para recopilar las opiniones de los ciudadanos e involucrar a testigos y funcionarios pertinentes. Se alentó al personal pertinente a testificar y proporcionar evidencia a las autoridades judiciales a riesgo de ser penalmente responsable por encubrir un delito.
El 8 de diciembre, el ministro de Asuntos Internos, Khishgeegiin Nyambaatar, anunció el arresto de varios sospechosos en el asunto del robo de carbón, incluido Battulgyn Gankhuyag, exdirector ejecutivo de Erdenes Tavan Tolgoi, su esposa, hermana y yerno.

### 13 de diciembre
Se informó que varios cientos de manifestantes aún se reunían en la plaza central de la ciudad para presionar por reformas y acciones del gobierno.
El Ministro de Justicia y Asuntos Internos de Mongolia anunció el plan para hacer público a Erdenes Tavan Tolgoi para ayudar a eliminar la corrupción y afirmó que "se espera que esto acabe con los problemas de transparencia en el sector minero y la corrupción de los funcionarios públicos". Agregó que ya se han hecho públicos todos los contratos firmados por ETT, también se han dado a conocer los detalles de los propietarios de 25.000 camiones involucrados en el transporte de carbón de ETT. Las autoridades mongolas también planearon nombrar a un auditor internacional superior para investigar las finanzas de ETT.

## Lesiones
Los medios locales escriben que cuatro policías de Palacio de Gobierno resultaron heridos y dos manifestantes resultaron heridos en un choque durante el asalto. Las autoridades anunciaron la dispersión por la fuerza de la manifestación si los manifestantes no se dispersaban antes de las 22:00 hora local.